# パレニツァ
パレニツァ(Parenica)は、スロバキアの伝統的なチーズである。セミハード、非熟成タイプで、通常は蒸してからスモークチーズにするが、スモークしないものも作られる。色はクリーム色から黄色であるが、蒸す工程で色は暗くなる。ひも状に成形し、カタツムリのような渦巻き型にする。もともと約2世紀前には、純粋な非殺菌の羊乳を用いていたが、今は牛乳や混合乳でも作られる。通常、1個当たりの重さは約100gである。
名前は、スロバキア語で「蒸す」を意味する言葉に由来する。
スロバキアのパレニツァは、欧州連合の保護原産地呼称の対象となっている。